# Liga Europejska w piłce siatkowej mężczyzn 2024
Liga Europejska w piłce siatkowej mężczyzn 2024 (ang. 2024 CEV Volleyball European League Men) – 20. edycja turnieju siatkarskiego organizowanego przez Europejską Konfederację Piłki Siatkowej (CEV) dla 16 europejskich narodowych reprezentacji. Ten sezon rozegrano w nowej formule.
Zwycięzca i wicemistrz rozgrywek zakwalifikował się do Challenger Cup 2024 .
Rywalizacja odbywała się z podziałem na dwie dywizje: Złotą Ligę, w której wzięło udział 12 drużyn, oraz Srebrną Ligę, w której wystąpiły 4 drużyny.

## System rozgrywek oraz zmiany w formacie

### Zmiana formatu
CEV ogłosiło zmianę formatu rozpoczynającą się w tym sezonie po decyzji Zarządu CEV podjętej 16 września 2023 r. w Rzymie. Począwszy od tego sezonu, CEV dostosowało kształt formatu ligi do formatu rozgrywek Siatkarkskiej Ligi Narodów FIVB. Ta zmiana formatu została dokonana po konsultacjach z uczestniczącymi krajami w celu zmniejszenia kosztów.

### Złota Liga Europejska
W Złotej Lidze Europejskiej udział wzięło 12 europejskich reprezentacji. Podczas każdego z 3 tygodni zmagań rozgrywano 4 turnieje, każda z drużyn wzięła udział w jednym z turniejów. We wszystkich turniejach rundy ligowej brały udział 3 reprezentacje. Każdy turniej został rozegrany w innej lokalizacji. Finalnie rozegrano dwanaście turniejów. Każda z drużyn w rundzie ligowej rozegrała końcowo po sześć spotkań. Utworzona została jedna zbiorcza tabela. Najlepsze cztery zespoły awansowały do turnieju finałowego. Najniżej sklasyfikowany zespół w tabeli spadł do Srebrnej Ligi Europejskiej 2025.
Turniej finałowy składał się z półfinałów, meczu o 3. miejsce oraz finału. Pary półfinałowe utworzone zostały w drodze losowania. Dwie najlepsze drużyny Złotej Ligi Europejskiej CEV mają prawo wziąć udział w Pucharze Challenger, który wyłoni drużyny awansujące do Ligi Narodów FIVB 2025.

### Srebrna Liga Europejska
W Srebrnej Lidze Europejskiej udział wzięły 4 europejskie reprezentacje. Podczas każdego z 4 tygodni gier rozegrano 1 turniej. Każdy turniej został rozegrany w innej lokalizacji. W każdym z nich udział wzięły 3 reprezentacje, 1 zawsze pauzowała. Grano systemem „każdy z każdym”. Finalnie każda z europejskich drużyn rozegrała po 6 spotkań. Utworzona została jedna tabela. Najlepsze dwie ekipy awansowały do finału, w którym rozegrały między sobą dwumecz. Zwycięzca meczu finałowego uzyska awans do Złotej Ligi Europejskiej 2025.

## Zasady ustalania kolejności
1. Liczba zwycięstw
2. Liczba punktów liczona według schematu:

- Mecz wygrany 3–0 lub 3–1: 3 punkty dla zwycięzcy, 0 punktów dla przegranego
- Mecz wygrany 3–2: 2 punkty dla zwycięzcy, 1 punkt dla przegranego
- Mecz oddany walkowerem: 3 punkty dla zwycięzcy, 0 punktów (0–25, 0–25, 0–25) dla przegranego

1. Iloraz setów
2. Iloraz punktów
3. Mecze bezpośrednie (w przypadku takiej samej liczby punktów więcej niż dwóch drużyn decyduje zajęcie wyższego miejsca w rankingu)

## Skład dywizji
Zespoły zostały rozstawione zgodnie z ich europejskim rankingiem drużyn narodowych na dzień 9 października 2023 r. Miejsce w rankingu podano w nawiasie.  

Lista uczestników Ligi Europejskiej Mężczyzn 2024:
Uczestnicy Ligi Narodów FIVB 2024.
Uczestnicy Złotej Ligi Europejskiej CEV 2024
Uczestnicy Srebrnej Ligi Europejskiej CEV 2024
Kraje wykluczone z rozgrywek
Nie biorą udziału

     Uczestnicy Ligi Narodów FIVB 2024.
     Uczestnicy Złotej Ligi Europejskiej CEV 2024
     Uczestnicy Srebrnej Ligi Europejskiej CEV 2024
     Kraje wykluczone z rozgrywek
     Nie biorą udziału

### Złota Liga
Liczby w nawiasach oznacza miejsce w rankingu CEV.
| Faza ligowa             |
| ----------------------- |
| Ukraina (9)             |
| Belgia (11)             |
| Portugalia (12)         |
| Czechy (13)             |
| Rumunia (14)            |
| Finlandia (15)          |
| Chorwacja (16)          |
| Hiszpania (17)          |
| Macedonia Północna (21) |
| Estonia (23)            |
| Luksemburg (25)         |
| Azerbejdżan (26)        |

### Srebrna Liga
| Faza ligowa      |
| ---------------- |
| Austria (29)     |
| Izrael (34)      |
| Wyspy Owcze (36) |
| Islandia (38)    |

## Złota Liga Europejska

### Runda ligowa
Tabela
- Wszystkie czasy są lokalne.

| Lp. | Drużyna            | Mecze | Mecze   | Mecze   | Pkt | Sety | Sety | Sety  | Małe punkty | Małe punkty | Małe punkty |
| Lp. | Drużyna            | M     | W (3:2) | P (2:3) | Pkt | wyg. | prz. | ratio | zdob.       | str.        | ratio       |
| --- | ------------------ | ----- | ------- | ------- | --- | ---- | ---- | ----- | ----------- | ----------- | ----------- |
| 1   | Chorwacja          | 6     | 6 (1)   | 0 (0)   | 17  | 18   | 6    | 3.000 | 582         | 554         | 1.051       |
| 2   | Czechy             | 6     | 5 (1)   | 1 (1)   | 15  | 17   | 6    | 2.833 | 547         | 456         | 1.200       |
| 3   | Ukraina            | 6     | 4 (0)   | 2 (1)   | 13  | 15   | 8    | 1.875 | 527         | 485         | 1.087       |
| 4   | Estonia            | 6     | 4 (1)   | 2 (0)   | 11  | 13   | 9    | 1.444 | 502         | 463         | 1.084       |
| 5   | Belgia             | 6     | 4 (3)   | 2 (0)   | 9   | 13   | 12   | 1.083 | 563         | 544         | 1.035       |
| 6   | Hiszpania          | 6     | 3 (0)   | 3 (1)   | 10  | 12   | 11   | 1.091 | 552         | 542         | 1.018       |
| 7   | Finlandia          | 6     | 3 (1)   | 3 (1)   | 9   | 13   | 12   | 1.083 | 572         | 563         | 1.016       |
| 8   | Portugalia         | 6     | 3 (1)   | 3 (1)   | 9   | 13   | 12   | 1.083 | 572         | 568         | 1.007       |
| 9   | Rumunia            | 6     | 2 (1)   | 4 (2)   | 7   | 12   | 14   | 0.857 | 577         | 565         | 1.021       |
| 10  | Macedonia Północna | 6     | 1 (0)   | 5 (2)   | 5   | 9    | 15   | 0.600 | 525         | 538         | 0.976       |
| 11  | Luksemburg         | 6     | 1 (1)   | 5 (0)   | 2   | 3    | 17   | 0.176 | 361         | 473         | 0.763       |
| 12  | Azerbejdżan        | 6     | 0 (0)   | 6 (1)   | 1   | 2    | 18   | 0.111 | 354         | 483         | 0.733       |

Źródło: cev.eu
Punktacja: 3:0 i 3:1 – 3 pkt; 3:2 – 2 pkt; 2:3 – 1 pkt; 1:3 i 0:3 – 0 pkt
Zasady ustalania kolejności: 1. liczba zwycięstw; 2. liczba punktów; 3. stosunek setów; 4. stosunek małych punktów; 5. bilans w bezpośrednich meczach
     awans do Final Four
     spadek do Srebrnej Ligi Europejskiej

#### Tydzień 1

##### Turniej 1
- Lokalizacja: A.Y.S. Sport Hall, Baku,  Azerbejdżan

| Data       | Godz. | Drużyna 1   | Wynik | Drużyna 2   | 1     | 2     | 3     | 4     | 5 | *      |
| ---------- | ----- | ----------- | ----- | ----------- | ----- | ----- | ----- | ----- | - | ------ |
| 17.05.2024 | 18.00 | Rumunia     | 3:0   | Azerbejdżan | 25:16 | 25:16 | 25:19 |       |   | raport |
| 18.05.2024 | 18.00 | Ukraina     | 3:1   | Rumunia     | 20:25 | 25:21 | 25:23 | 25:19 |   | raport |
| 19.05.2024 | 18.00 | Azerbejdżan | 0:3   | Ukraina     | 16:25 | 16:25 | 23:25 |       |   | raport |

##### Turniej 2
- Lokalizacja: Park Strumica, Strumica,  Macedonia Północna

| Data       | Godz. | Drużyna 1          | Wynik | Drużyna 2          | 1     | 2     | 3     | 4     | 5 | *      |
| ---------- | ----- | ------------------ | ----- | ------------------ | ----- | ----- | ----- | ----- | - | ------ |
| 17.05.2024 | 20:15 | Estonia            | 3:1   | Macedonia Północna | 25:23 | 14:25 | 25:19 | 25:22 |   | raport |
| 18.05.2024 | 20:15 | Czechy             | 3:0   | Estonia            | 25:22 | 25:20 | 25:16 |       |   | raport |
| 19.05.2024 | 20:15 | Macedonia Północna | 0:3   | Czechy             | 16:25 | 15:25 | 16:25 |       |   | raport |

##### Turniej 3
- Lokalizacja: Hakametsä Arena, Tampere,  Finlandia

| Data       | Godz. | Drużyna 1 | Wynik | Drużyna 2 | 1     | 2     | 3     | 4     | 5 | *      |
| ---------- | ----- | --------- | ----- | --------- | ----- | ----- | ----- | ----- | - | ------ |
| 17.05.2024 | 19:30 | Chorwacja | 3:1   | Finlandia | 21:25 | 26:24 | 25:15 | 25:22 |   | raport |
| 18.05.2024 | 19.30 | Belgia    | 1:3   | Chorwacja | 25:21 | 24:26 | 22:25 | 24:26 |   | raport |
| 19.05.2024 | 17.00 | Finlandia | 3:0   | Belgia    | 25:23 | 25:17 | 26:24 |       |   | raport |

##### Turniej 4
- Lokalizacja: Pavilhão Municipal Professor Joaquim Vairinhos, Loulé,  Portugalia

| Data       | Godz. | Drużyna 1  | Wynik | Drużyna 2  | 1     | 2     | 3     | 4     | 5 | *      |
| ---------- | ----- | ---------- | ----- | ---------- | ----- | ----- | ----- | ----- | - | ------ |
| 17.05.2024 | 21.00 | Luksemburg | 0:3   | Portugalia | 22:25 | 19:25 | 16:25 |       |   | raport |
| 18.05.2024 | 17.00 | Hiszpania  | 3:0   | Luksemburg | 25:15 | 25:17 | 25:21 |       |   | raport |
| 19.05.2024 | 16.00 | Portugalia | 3:1   | Hiszpania  | 23:25 | 25:21 | 25:22 | 35:33 |   | raport |

#### Tydzień 2

##### Turniej 5
- Lokalizacja: d'Coque "Gymnase", Luxemburg,  Luxemburg

| Data       | Godz. | Drużyna 1  | Wynik | Drużyna 2  | 1     | 2     | 3     | 4     | 5 | *      |
| ---------- | ----- | ---------- | ----- | ---------- | ----- | ----- | ----- | ----- | - | ------ |
| 24.05.2024 | 20:30 | Czechy     | 3:0   | Luksemburg | 25:17 | 25:13 | 25:22 |       |   | raport |
| 25.05.2024 | 20:30 | Ukraina    | 1:3   | Czechy     | 22:25 | 25:23 | 15:25 | 22:25 |   | raport |
| 26.05.2024 | 18:30 | Luksemburg | 0:3   | Ukraina    | 16:25 | 19:25 | 20:25 |       |   | raport |

##### Turniej 6
- Lokalizacja: Palacio de Deportes de La Guía, Gijón,  Hiszpania

| Data       | Godz. | Drużyna 1 | Wynik | Drużyna 2 | 1     | 2     | 3     | 4     | 5     | *      |
| ---------- | ----- | --------- | ----- | --------- | ----- | ----- | ----- | ----- | ----- | ------ |
| 24.05.2024 | 20:00 | Estonia   | 3:2   | Hiszpania | 25:22 | 23:25 | 31:29 | 25:27 | 18:16 | raport |
| 25.05.2024 | 17:00 | Finlandia | 3:1   | Estonia   | 23:25 | 25:21 | 25:19 | 25:18 |       | raport |
| 26.05.2024 | 12:00 | Hiszpania | 3:1   | Finlandia | 25:21 | 19:25 | 26:24 | 25:21 |       | raport |

##### Turniej 7
- Lokalizacja: Traian Sports Hall, Râmnicu Vâlcea,  Rumunia

| Data       | Godz. | Drużyna 1  | Wynik | Drużyna 2  | 1     | 2     | 3     | 4     | 5     | *      |
| ---------- | ----- | ---------- | ----- | ---------- | ----- | ----- | ----- | ----- | ----- | ------ |
| 24.05.2024 | 19:30 | Chorwacja  | 3:1   | Rumunia    | 25:23 | 25:22 | 20:25 | 25:22 |       | raport |
| 25.05.2024 | 19:30 | Portugalia | 1:3   | Chorwacja  | 24:26 | 22:25 | 25:22 | 22:25 |       | raport |
| 26.05.2024 | 19:30 | Rumunia    | 2:3   | Portugalia | 23:25 | 25:22 | 25:16 | 22:25 | 12:15 | raport |

##### Turniej 8
- Lokalizacja: Topsporthal, Beveren,  Belgia

| Data       | Godz. | Drużyna 1          | Wynik | Drużyna 2          | 1     | 2     | 3     | 4     | 5     | *      |
| ---------- | ----- | ------------------ | ----- | ------------------ | ----- | ----- | ----- | ----- | ----- | ------ |
| 24.05.2024 | 17:30 | Azerbejdżan        | 0:3   | Belgia             | 19:25 | 16:25 | 17:25 |       |       | raport |
| 25.05.2024 | 17:30 | Macedonia Północna | 3:0   | Azerbejdżan        | 25:17 | 25:17 | 25:18 |       |       | raport |
| 26.05.2024 | 15:00 | Belgia             | 3:2   | Macedonia Północna | 25:22 | 22:25 | 25:17 | 24:26 | 17:15 | raport |

#### Tydzień 3

##### Turniej 9
- Lokalizacja: Spordihall, Rakvere,  Estonia

| Data       | Godz. | Drużyna 1   | Wynik | Drużyna 2   | 1     | 2     | 3     | 4     | 5     | *      |
| ---------- | ----- | ----------- | ----- | ----------- | ----- | ----- | ----- | ----- | ----- | ------ |
| 31.05.2024 | 18:00 | Azerbejdżan | 0:3   | Estonia     | 14:25 | 15:25 | 17:25 |       |       | raport |
| 01.06.2024 | 16:00 | Luksemburg  | 3:2   | Azerbejdżan | 25:20 | 22:25 | 21:25 | 25:17 | 15:11 | raport |
| 02.06.2024 | 17:00 | Estonia     | 3:0   | Luksemburg  | 25:9  | 25:16 | 25:11 |       |       | raport |

##### Turniej 10
- Lokalizacja: Nastavno-Sportska Dvorana Gradski Vrt - mała hala, Osijek,  Chorwacja

| Data       | Godz. | Drużyna 1          | Wynik | Drużyna 2          | 1     | 2     | 3     | 4     | 5     | *      |
| ---------- | ----- | ------------------ | ----- | ------------------ | ----- | ----- | ----- | ----- | ----- | ------ |
| 31.05.2024 | 19:00 | Macedonia Północna | 2:3   | Chorwacja          | 31:33 | 25:17 | 29:27 | 21:25 | 12:15 | raport |
| 01.06.2024 | 19:00 | Hiszpania          | 3:1   | Macedonia Północna | 17:25 | 25:22 | 25:22 | 25:22 |       | raport |
| 02.06.2024 | 19:00 | Chorwacja          | 3:0   | Hiszpania          | 27:25 | 25:22 | 25:23 |       |       | raport |

##### Turniej 11
- Lokalizacja: Sport Hall for Indoor Games, Karlowe Wary,  Czechy

| Data       | Godz. | Drużyna 1 | Wynik | Drużyna 2 | 1     | 2     | 3     | 4     | 5     | *      |
| ---------- | ----- | --------- | ----- | --------- | ----- | ----- | ----- | ----- | ----- | ------ |
| 30.05.2024 | 17:30 | Finlandia | 3:2   | Czechy    | 16:25 | 25:23 | 30:32 | 25:22 | 15:11 | raport |
| 31.05.2024 | 17:00 | Rumunia   | 3:2   | Finlandia | 23:25 | 21:25 | 26:24 | 26:24 | 15:12 | raport |
| 01.06.2024 | 15:30 | Czechy    | 3:2   | Rumunia   | 24:26 | 25:20 | 22:25 | 25:20 | 15:13 | raport |

##### Turniej 12
- Lokalizacja: Arena Jaskółka Tarnów, Tarnów,  Polska

| Data       | Godz. | Drużyna 1  | Wynik | Drużyna 2  | 1     | 2     | 3     | 4     | 5     | *      |
| ---------- | ----- | ---------- | ----- | ---------- | ----- | ----- | ----- | ----- | ----- | ------ |
| 31.05.2024 | 20:00 | Portugalia | 1:3   | Ukraina    | 16:25 | 25:17 | 22:25 | 23:25 |       | raport |
| 01.06.2024 | 20:00 | Belgia     | 3:2   | Portugalia | 25:22 | 29:31 | 19:25 | 25:18 | 15:11 | raport |
| 02.06.2024 | 20:00 | Ukraina    | 2:3   | Belgia     | 20:25 | 25:15 | 25:21 | 25:27 | 11:15 | raport |

### Final Four
- Lokalizacja: Nastavno-Sportska Dvorana Gradski Vrt, Osijek,  Chorwacja
- Wszystkie czasy są lokalne.

|  |            |           |           |                   |   |           |           |       |
|  | Półfinały  | Półfinały | Półfinały |                   |   | Finał     | Finał     | Finał |
|  | Półfinały  | Półfinały | Półfinały |                   |   | Finał     | Finał     | Finał |
|  | 15 czerwca |           |           |                   |   |           |           |       |
|  |            |           |           |                   |   |           |           |       |
|  | Chorwacja  | Chorwacja | 3         |                   |   |           |           |       |
|  | Chorwacja  | Chorwacja | 3         | 16 czerwca        |   |           |           |       |
|  | Estonia    | Estonia   | 2         |                   |   |           |           |       |
|  | Estonia    | Estonia   | 2         |                   |   | Chorwacja | Chorwacja | 1     |
|  | 15 czerwca |           |           |                   |   | Chorwacja | Chorwacja | 1     |
|  |            |           | Ukraina   | Ukraina           | 3 |           |           |       |
|  | Czechy     | Czechy    | Ukraina   | Ukraina           | 3 | 0         |           |       |
|  | Czechy     | Czechy    |           |                   |   |           |           |       |
|  | Ukraina    | Ukraina   | 3         |                   |   |           |           |       |
|  | Ukraina    | Ukraina   | 3         | Mecz o 3. miejsce |   |           |           |       |
|  |            |           |           |                   |   |           |           |       |
|  | 16 czerwca |           |           |                   |   |           |           |       |
|  |            |           |           |                   |   |           |           |       |
|  | Estonia    | Estonia   | 2         |                   |   |           |           |       |
|  | Estonia    | Estonia   | 2         |                   |   |           |           |       |
|  | Czechy     | Czechy    | 3         |                   |   |           |           |       |
|  | Czechy     | Czechy    | 3         |                   |   |           |           |       |

#### Półfinały
| Data       | Godz. | Drużyna 1 | Wynik | Drużyna 2 | 1     | 2     | 3     | 4     | 5     | *      |
| ---------- | ----- | --------- | ----- | --------- | ----- | ----- | ----- | ----- | ----- | ------ |
| 15.06.2024 | 16:00 | Chorwacja | 3:2   | Estonia   | 25:20 | 24:26 | 25:21 | 19:25 | 15:13 | raport |
| 15.06.2024 | 19:00 | Czechy    | 0:3   | Ukraina   | 24:26 | 16:25 | 20:25 |       |       | raport |

#### Mecz o 3. miejsce
| Data       | Godz. | Drużyna 1 | Wynik | Drużyna 2 | 1     | 2     | 3     | 4     | 5     | *      |
| ---------- | ----- | --------- | ----- | --------- | ----- | ----- | ----- | ----- | ----- | ------ |
| 16.06.2024 | 16:00 | Estonia   | 2:3   | Czechy    | 25:20 | 22:25 | 33:31 | 25:27 | 12:15 | raport |

#### Finał
| Data       | Godz. | Drużyna 1 | Wynik | Drużyna 2 | 1     | 2     | 3     | 4     | 5 | *      |
| ---------- | ----- | --------- | ----- | --------- | ----- | ----- | ----- | ----- | - | ------ |
| 16.06.2024 | 19:00 | Chorwacja | 1:3   | Ukraina   | 25:23 | 19:25 | 26:28 | 19:25 |   | raport |

## Srebrna Liga Europejska

### Runda ligowa
- Wszystkie czasy są lokalne.

Tabela
| Lp. | Drużyna     | Mecze | Mecze   | Mecze   | Pkt | Sety | Sety | Sety  | Małe punkty | Małe punkty | Małe punkty |
| Lp. | Drużyna     | M     | W (3:2) | P (2:3) | Pkt | wyg. | prz. | ratio | zdob.       | str.        | ratio       |
| --- | ----------- | ----- | ------- | ------- | --- | ---- | ---- | ----- | ----------- | ----------- | ----------- |
| 1   | Izrael      | 6     | 6 (1)   | 0 (0)   | 17  | 18   | 2    | 9.000 | 490         | 320         | 1.531       |
| 2   | Austria     | 6     | 4 (0)   | 2 (1)   | 13  | 14   | 6    | 2.333 | 472         | 404         | 1.168       |
| 3   | Wyspy Owcze | 6     | 1 (0)   | 5 (0)   | 3   | 4    | 15   | 0.267 | 341         | 467         | 0.730       |
| 4   | Islandia    | 6     | 1 (0)   | 5 (0)   | 3   | 3    | 16   | 0.188 | 367         | 479         | 0.766       |

Źródło: cev.eu
Punktacja: 3:0 i 3:1 – 3 pkt; 3:2 – 2 pkt; 2:3 – 1 pkt; 1:3 i 0:3 – 0 pkt
Zasady ustalania kolejności: 1. liczba zwycięstw; 2. liczba punktów; 3. stosunek setów; 4. stosunek małych punktów; 5. bilans w bezpośrednich meczach
     awans do finału

#### Turniej 1
- Lokalizacja: Digranes, Kópavogur,  Islandia

| Data       | Godz. | Drużyna 1   | Wynik | Drużyna 2   | 1     | 2     | 3     | 4     | 5 | *      |
| ---------- | ----- | ----------- | ----- | ----------- | ----- | ----- | ----- | ----- | - | ------ |
| 17.05.2024 | 20:00 | Wyspy Owcze | 1:3   | Islandia    | 21:25 | 26:24 | 22:25 | 25:27 |   | raport |
| 18.05.2024 | 16:00 | Izrael      | 3:0   | Wyspy Owcze | 25:11 | 25:12 | 25:13 |       |   | raport |
| 19.05.2024 | 15:00 | Islandia    | 0:3   | Izrael      | 15:25 | 11:25 | 12:25 |       |   | raport |

#### Turniej 2
- Lokalizacja: Tórshavnar Ítróttar- og Samkomuhøll, Thorshavn,  Wyspy Owcze

| Data       | Godz. | Drużyna 1   | Wynik | Drużyna 2   | 1     | 2     | 3     | 4 | 5 | *      |
| ---------- | ----- | ----------- | ----- | ----------- | ----- | ----- | ----- | - | - | ------ |
| 24.05.2024 | 19:00 | Islandia    | 0:3   | Wyspy Owcze | 24:26 | 23:25 | 19:25 |   |   | raport |
| 25.05.2024 | 17:00 | Austria     | 3:0   | Islandia    | 25:20 | 25:23 | 25:19 |   |   | raport |
| 26.05.2024 | 17:00 | Wyspy Owcze | 0:3   | Austria     | 18:25 | 16:25 | 13:25 |   |   | raport |

#### Turniej 3
- Lokalizacja: Park Strumica, Strumica,  Macedonia Północna

| Data       | Godz. | Drużyna 1 | Wynik | Drużyna 2 | 1     | 2     | 3     | 4     | 5     | *      |
| ---------- | ----- | --------- | ----- | --------- | ----- | ----- | ----- | ----- | ----- | ------ |
| 31.05.2024 | 18:00 | Islandia  | 0:3   | Izrael    | 14:25 | 14:25 | 10:25 |       |       | raport |
| 01.06.2024 | 18:00 | Austria   | 3:0   | Islandia  | 25:16 | 34:32 | 25:14 |       |       | raport |
| 02.06.2024 | 18:00 | Izrael    | 3:2   | Austria   | 25:23 | 25:17 | 26:28 | 23:25 | 16:14 | raport |

#### Turniej 4
- Lokalizacja: Johann Pölz Halle, Amstetten,  Austria

| Data       | Godz. | Drużyna 1   | Wynik | Drużyna 2   | 1     | 2     | 3     | 4 | 5 | *      |
| ---------- | ----- | ----------- | ----- | ----------- | ----- | ----- | ----- | - | - | ------ |
| 07.06.2024 | 16:00 | Wyspy Owcze | 0:3   | Austria     | 14:25 | 14:25 | 15:25 |   |   | raport |
| 08.06.2024 | 16:00 | Izrael      | 3:0   | Wyspy Owcze | 25:17 | 25:9  | 25:19 |   |   | raport |
| 09.06.2024 | 16:00 | Austria     | 0:3   | Izrael      | 20:25 | 21:25 | 15:25 |   |   | raport |

#### Finał
- Lokalizacja: UVC Raiffeisen Volleydome, Ried im Innkreis,  Austria
- Podany czas jest lokalny.

|  | Finał   |   |
|  |         |   |
|  | Izrael  | 3 |
|  | Austria | 2 |

| Data       | Godz. | Drużyna 1 | Wynik | Drużyna 2 | 1     | 2     | 3     | 4     | 5     | *      |
| ---------- | ----- | --------- | ----- | --------- | ----- | ----- | ----- | ----- | ----- | ------ |
| 13.06.2024 | 20:30 | Izrael    | 3:2   | Austria   | 22:25 | 25:27 | 25:19 | 29:27 | 16:14 | raport |

## Klasyfikacja końcowa
| Miejsce                 | Reprezentacja         |
| Złota Liga Europejska   | Złota Liga Europejska |
| ----------------------- | --------------------- |
| 1.                      | Ukraina               |
| 2.                      | Chorwacja             |
| 3.                      | Czechy                |
| 4.                      | Estonia               |
| 5.                      | Belgia                |
| 6.                      | Hiszpania             |
| 7.                      | Finlandia             |
| 8.                      | Portugalia            |
| 9.                      | Rumunia               |
| 10.                     | Macedonia Północna    |
| 11.                     | Luksemburg            |
| 12.                     | Azerbejdżan           |
| Srebrna Liga Europejska |                       |
| 13.                     | Izrael                |
| 14.                     | Austria               |
| 15.                     | Wyspy Owcze           |
| 16.                     | Islandia              |

     awans do Challenger Cup 2024
     awans do Złotej Ligi Europejskiej
     spadek do Srebrnej Ligi Europejskiej